# Tirà torrenter dorsinegre
El tirà torrenter dorsinegre (Fluvicola albiventer) és un ocell de la família dels tirànids (Tyrannidae).

## Hàbitat i distribució
Habita aiguamolls, pantans, canyars, zones amb matolls prop de l'aigua per l'est dels Andes de l'est del Perú i Amazònia, est del Brasil, nord, est i sud-est de Bolívia, Paraguai i nord de l'Argentina.